# 蛇骨婆

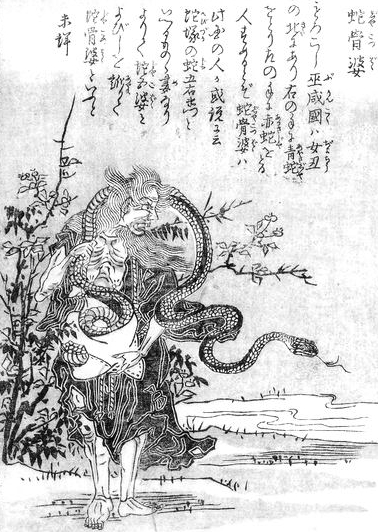
蛇骨婆（《今昔百鬼拾遺》）

蛇骨婆，或稱蛇五婆，是日本傳說妖怪之一，見載於鳥山石燕的《今昔百鬼拾遺》內。

## 特徵
根據《今昔百鬼拾遺》的圖文版本所示，蛇骨婆是一位年老的婆婆，身體上纏著一條巨大的蛇。她的丈夫名為「蛇五右衛門」，葬於巫咸國（《山海經》中曾提及巫咸此地，是一個由巫咸、巫即、巫盼、巫彭、巫姑、巫真、巫禮、巫抵、巫謝、巫羅十位巫師所帶領的巫師群所組織成的國度）的一個蛇塚之中。。
近年的日本妖怪研究文獻指，蛇五右衛門是一頭蛇形妖怪，被人類封禁於蛇塚之中。其妻蛇骨婆獨守蛇塚，右手持一條青蛇，左手持一條赤蛇，以嚇退所有接近蛇塚的人類。

## 大眾文化
- 蛇骨婆在日本漫畫《鬼太郎》（作者：水木茂）中也有登場。

## 備註
1. 1 2  高田衛監修、稻田篤信、田中直日編撰：《鳥山石燕 画図百鬼夜行》頁201，日本國書刊行會，1992年。ISBN 978-4-336-03386-4。
2. ↑  村上健司編著：《妖怪事典》頁184，每日新聞社，2000年。ISBN 978-4-620-31428-0。
3. ↑  草野巧 『幻想動物事典』 新紀元社、1997年、163頁。ISBN 978-4-88317-283-2